# Dictyota
Genre
Synonymes
- Dichophyllium Kützing, 1843[2]
- Dilophus J.Agardh, 1882[2]
- Glossophora J.Agardh, 1882[2]
- Glossophorella M.Nizamuddin & 1995[2]

Dictyota est un genre d’algues brunes de la famille des Dictyotaceae.
En France certaines algues de ce genre se montrent particulièrement résistantes dans les zones battues par la marée où les macro-algues sont rares et où les algues rouges dominent. Dictyota dichotoma est l’une des rares algues brunes à survivre sur la côte basque avec quelques espèces d’un autre genre d'algues brunes : Colpomenia.
L'espèce-type (l'holotype) est Dictyota dichotoma.

## Liste d'espèces
Selon AlgaeBase (23 octobre 2017) :
- Dictyota acutiloba J.Agardh
- Dictyota adhaerens Noda
- Dictyota adnata Zanardini
- Dictyota aegerrima (Allender & Kraft) De Clerck
- Dictyota alternifida J.Agardh
- Dictyota anastomosans  (Sans vérification)
- Dictyota asiatica I.K.Hwang (Sans vérification)
- Dictyota attenuata P.Crouan & H.Crouan
- Dictyota bartayresiana J.V.Lamouroux
- Dictyota bifurca J.Agardh
- Dictyota binghamiae J.Agardh
- Dictyota canaliculata O.De Clerck & E.Coppejans
- Dictyota canariensis (Grunow) Tronholm
- Dictyota caribaea Hörnig & Schnetter
- Dictyota ceylanica Kützing
- Dictyota chalchicueyecanensis Lozano-Orozco & Sentíes
- Dictyota ciliolata Sonder ex Kützing
- Dictyota concrescens W.R.Taylor
- Dictyota coriacea (Holmes) I.K.Wang, Hy.S.Kim & W.J.Lee
- Dictyota crenulata J.Agardh
- Dictyota cribrosa Setchell & N.L.Gardner
- Dictyota crinita (J.Agardh) Hörnig, Schnetter & Prud’Homme van Reine
- Dictyota cuneata Dickie
- Dictyota cyanoloma Tronholm, De Clerck, A.Gómez-Garreta & Rull Lluch
- Dictyota cymatophila Tronholm, M.Sanson & Afonso-Carrillo
- Dictyota decumbens (R.W.Ricker) Hörnig, Schnetter & Prud'homme van Reine
- Dictyota detergenda Kraft
- Dictyota dhofarensis (Nizamuddin & A.C.Campbell) De Clerck
- Dictyota dichotoma (Hudson) J.V.Lamouroux (espèce type)
- Dictyota dichotoma Suhr (espèce type)
- Dictyota diemensis Sonder ex Kützing
- Dictyota dilatata Yamada
- Dictyota divaricata P.Crouan & H.Crouan (Statut incertain)
- Dictyota dolabellana De Paula, Yoneshigue-Valentin & Teixeira
- Dictyota dumosa Børgesen
- Dictyota fasciculata Sperk
- Dictyota fascida J.Agardh
- Dictyota fasciola (Roth) J.V.Lamouroux
- Dictyota fastigiata Sonder
- Dictyota fenestrata J.Agardh
- Dictyota flabellata (Collins) Setchell & N.L.Gardner
- Dictyota flabellulata Foster & Schiel (Sans vérification)
- Dictyota flagellifera Kraft
- Dictyota foliosa J.Agardh
- Dictyota friabilis Setchell
- Dictyota furcellata (C.Agardh) Greville
- Dictyota galapagensis (Farlow) De Clerck
- Dictyota grossedentata De Clerck & Coppejans
- Dictyota guajirae Hörnig, Schnetter & J.M.Over
- Dictyota guineënsis (Kützing) P.Crouan & H.Crouan
- Dictyota gunniana (J.Agardh) I.Hörnig, R.Schnetter & Prud'homme van Reine
- Dictyota hamifera Setchell
- Dictyota harveyana  (Sans vérification)
- Dictyota hauckiana Nizamuddin
- Dictyota humifusa Hörnig, Schnetter & Coppejans
- Dictyota implexa (Desfontaines) J.V.Lamouroux
- Dictyota indica Anand (Statut incertain)
- Dictyota inscripta J.Agardh
- Dictyota intermedia Zanardini
- Dictyota jamaicensis W.R.Taylor
- Dictyota kunthii (C.Agardh) Greville
- Dictyota laciniata J.V.Lamouroux
- Dictyota lata J.V.Lamouroux
- Dictyota littoralis P.Anand
- Dictyota liturata J.Agardh
- Dictyota major W.R.Taylor
- Dictyota masonii Setchell & N.L.Gardner
- Dictyota mayae Lozano-Orozco & Sentíes
- Dictyota mediterranea (Schiffner) G.Furnari
- Dictyota menstrualis (Hoyt) Schnetter, Hörning & Weber-Peukert
- Dictyota mertensii (C.Martius) Kützing
- Dictyota moniliformis (J.Agardh) Hörnig, Schnetter & Prud'homme van Reine
- Dictyota multifida (J.E.Smith) Bory
- Dictyota naevosa (Suhr) Montagne
- Dictyota nigrescens Zanardini
- Dictyota nigricans J.Agardh
- Dictyota ocellata J.Agardh
- Dictyota pachyderma Luan Rixiao & Ding Lanping
- Dictyota paniculata J.Agardh
- Dictyota papenfussii Lindauer
- Dictyota pedrochei Lozano-Orozco & Sentíes
- Dictyota pellucida J.Agardh
- Dictyota penicellata J.V.Lamouroux (Sans vérification)
- Dictyota phlyctaenodes Montagne
- Dictyota pinnata (E.Y.Dawson) I.Hörnig, R.Schnetter & Prud'homme van Reine
- Dictyota pinnatifida Kützing
- Dictyota plantaginea Lamouroux ex Frauenfeld
- Dictyota plectens (Allender & Kraft) Kraft (Statut incertain)
- Dictyota pleiacantha Tronholm
- Dictyota polyclada Sonder ex Kützing
- Dictyota pontica Sperk
- Dictyota pulchella Hörnig & Schnetter
- Dictyota rhizodes (Turner) J.V.Lamouroux (Sans vérification)
- Dictyota rigida De Clerck & Coppejans
- Dictyota robusta J.Agardh
- Dictyota rotunda C.Agardh
- Dictyota sandvicensis Sonder
- Dictyota serrulata J.V.Lamouroux
- Dictyota spathulata Yamada
- Dictyota spinulosa J.D.Hooker & Arnott
- Dictyota spiralis Montagne
- Dictyota stolonifera E.Y. Dawson
- Dictyota suhrii (Kützing) I.Hörnig, R.Schnetter, & W.F.Prud'homme van Reine
- Dictyota vieillardii Kützing
- Dictyota virellus Noda
- Dictyota vittata Kraft
- Dictyota vivesii M.Howe

Selon ITIS (23 octobre 2017) :
- Dictyota acutiloba J. Ag.
- Dictyota bartayresiana Lamouroux, 1809
- Dictyota binghamiae
- Dictyota cervicornis Kuetzing
- Dictyota ciliolata Kuetzing
- Dictyota crenulata
- Dictyota dentata
- Dictyota dichotoma (Hudson) Lamouroux
- Dictyota divaricata Lamouroux
- Dictyota flabellata
- Dictyota friabilis
- Dictyota furcellata (C. Ag.) J. Ag.
- Dictyota indica Sonder & Kuetzing
- Dictyota linearis (C. Agardh) Greville
- Dictyota mertensii (Martius) Kuetzing
- Dictyota patens
- Dictyota vieillardi Kuetzing

Selon World Register of Marine Species (23 octobre 2017) :
- Dictyota acutiloba J.Agardh, 1848
- Dictyota adhaerens Noda, 1965
- Dictyota adnata Zanardini, 1878
- Dictyota aegerrima (Allender & Kraft) De Clerck, 2006
- Dictyota alternifida J.Agardh, 1894
- Dictyota asiatica I.K.Hwang
- Dictyota attenuata P.Crouan & H.Crouan, 1842
- Dictyota bartayresiana J.V.Lamouroux, 1809
- Dictyota bifurca J.Agardh, 1894
- Dictyota binghamiae J.Agardh, 1894
- Dictyota canaliculata O.De Clerck & E.Coppejans, 1997
- Dictyota canariensis (Grunow) Tronholm, 2013
- Dictyota caribaea Hörnig & Schnetter, 1992
- Dictyota ceylanica Kützing, 1859
- Dictyota ciliolata Sonder ex Kützing, 1859
- Dictyota concrescens W.R.Taylor, 1945
- Dictyota coriacea (Holmes) I.K.Wang, H.-S.Kim & W.J.Lee, 2004
- Dictyota crenulata J.Agardh, 1847
- Dictyota cribrosa Setchell & N.L.Gardner, 1930
- Dictyota crinita (J.Agardh) Hörnig, Schnetter & Prud'Homme van Reine, 1992
- Dictyota crux
- Dictyota cuneata Dickie, 1874
- Dictyota cyanoloma Tronholm, De Clerck, Gomez Garreta & Rull Lluch, 2010
- Dictyota cymatophila Tronholm, M.Sanson & Afonso-Carrillo, 2010
- Dictyota decumbens (R.W.Ricker) Hörnig, Schnetter & Prud'homme van Reine, 1992
- Dictyota detergenda Kraft, 2009
- Dictyota dhofarensis (Nizamuddin & A.C.Campbell) De Clerck, 2006
- Dictyota dichotoma (Hudson) J.V.Lamouroux, 1809
- Dictyota dichotoma Suhr, 1839
- Dictyota diemensis Sonder ex Kützing, 1859
- Dictyota dilatata Yamada, 1925
- Dictyota divaricata P.L.Crouan & H.M.Crouan, 1865
- Dictyota dolabellana De Paula, Yoneshigue-Valentin & Teixeira, 2008
- Dictyota dumosa Børgesen, 1935
- Dictyota fasciculata Sperk, 1869
- Dictyota fascida J.Agardh, 1898
- Dictyota fasciola (Roth) J.V.Lamouroux, 1809
- Dictyota fastigiata Sonder, 1845
- Dictyota fenestrata J.Agardh, 1894
- Dictyota flabellata (F.S.Collins) Setchell & N.L.Gardner, 1924
- Dictyota flabellulata Foster & Schiel
- Dictyota flagellifera Kraft, 2009
- Dictyota foliosa J.Agardh, 1892
- Dictyota friabilis Setchell, 1926
- Dictyota furcellata (C.Agardh) Greville, 1830
- Dictyota galapagensis (Farlow) De Clerck, 2006
- Dictyota grossedentata De Clerck & Coppejans, 1999
- Dictyota guajirae Hörnig, Schnetter & J.M.Over, 1992
- Dictyota guineënsis (Kützing) P.L.Crouan & H.M.Crouan, 1878
- Dictyota gunniana (J.Agardh) I.Hörnig, R.Schnetter & Prud'homme van Reine, 1992
- Dictyota hamifera Setchell, 1926
- Dictyota harveyana
- Dictyota hauckiana Nizamuddin, 1975
- Dictyota humifusa Hörnig, Schnetter & Coppejans, 1992
- Dictyota implexa (Desfontaines) J.V.Lamouroux, 1809
- Dictyota indica Anand, 1965
- Dictyota inscripta J.Agardh, 1893
- Dictyota intermedia Zanardini, 1874
- Dictyota jamaicensis W.R.Taylor, 1960
- Dictyota kunthii (C.Agardh) Greville, 1830
- Dictyota laciniata J.V.Lamouroux, 1809
- Dictyota lata J.V.Lamouroux, 1809
- Dictyota littoralis P.Anand, 1965
- Dictyota liturata J.Agardh, 1848
- Dictyota major W.R.Taylor, 1945
- Dictyota masonii Setchell & N.L.Gardner, 1930
- Dictyota mediterranea (Schiffner) G.Furnari, 1997
- Dictyota menstrualis (Hoyt) Schnetter, Hörning & Weber-Peukert, 1987
- Dictyota mertensii (Martius) Kützing, 1859
- Dictyota moniliformis (J.Agardh) Hörnig, Schnetter & Prud'homme van Reine, 1992
- Dictyota multifida (J.E.Smith) Bory, 1838
- Dictyota naevosa (Suhr) Montagne, 1840
- Dictyota nigrescens Zanardini, 1878
- Dictyota nigricans J.Agardh, 1882
- Dictyota ocellata J.Agardh, 1894
- Dictyota paniculata J.Agardh, 1841
- Dictyota papenfussii Lindauer, 1949
- Dictyota pellucida J.Agardh, 1892
- Dictyota penicellata J.V.Lamouroux
- Dictyota phlyctaenodes Montagne, 1852
- Dictyota pinnata (E.Y.Dawson) I.Hörnig, R.Schnetter & Prud'homme van Reine, 1993
- Dictyota pinnatifida Kützing, 1859
- Dictyota plantaginea Lamouroux ex Frauenfeld, 1855
- Dictyota plectens (Allender & Kraft) Kraft, 2009
- Dictyota pleiacantha Tronholm, 2013
- Dictyota pontica Sperk, 1869
- Dictyota pulchella Hörnig & Schnetter, 1988
- Dictyota rhizodes (Turner) J.V.Lamouroux
- Dictyota rigida De Clerck & Coppejans, 1999
- Dictyota robusta J.Agardh, 1894
- Dictyota rotunda C.Agardh, 1820
- Dictyota sandvicensis Sonder, 1859
- Dictyota serrulata J.V.Lamouroux, 1809
- Dictyota spathulata Yamada, 1928
- Dictyota spinulosa J.D.Hooker & Arnott, 1838
- Dictyota spiralis Montagne, 1846
- Dictyota squamata J.V.Lamouroux, 1809
- Dictyota stolonifera E.Y. Dawson, 1962
- Dictyota striolata Kützing, 1847
- Dictyota subarticulata J.V.Lamouroux, 1809
- Dictyota subdentata Kützing, 1859
- Dictyota submaritima Tak.Tanaka & Pham-Hoàng Hô, 1962
- Dictyota suhrii (Kützing) I.Hörnig, R.Schnetter & W.F.Prud'homme van Reine, 1992
- Dictyota suhrii G.Murray, 1888
- Dictyota tenera (J.Agardh) I.Hörnig, R.Schnetter & W.F.Prud'homme van Reine, 1992
- Dictyota tournefortiana Lamouroux, 1809
- Dictyota tournefortii (J.V.Lamouroux) Poiret, 1812
- Dictyota trichodes Meneghini, 1844
- Dictyota variabile (Figari & De Notaris) P.Crouan & H.Crouan, 1878
- Dictyota variegata J.V.Lamouroux, 1809
- Dictyota verrucosa Suhr, 1841
- Dictyota vieillardii Kützing, 1863
- Dictyota virellus Noda, 1971
- Dictyota viscida Schousboe, 1892
- Dictyota vittarioides J.Agardh, 1894
- Dictyota vittata Kraft, 2009
- Dictyota vivesii M.A.Howe, 1911
- Dictyota volubilis Kützing, 1849
- Dictyota vulgaris (Kützing) Kützing, 1845
- Dictyota zonaria Poiret, 1812
- Dictyota zonata J.Agardh, 1882
- Dictyota zonata Lamouroux, 1809